# Ettl Bros.
Ettl Bros. (Ettl Brothers, zu dt. die Brüder Ettl) ist ein österreichischer Mixed-Martial-Arts-Veranstalter und wurde nach den Brüdern Gerhard und Michael Ettl benannt.

## Geschichte

### Ursprünge
Die Vorgeschichte bis zur eigentlichen Gründung von Ettl Bros. beginnt damit, dass die Brüder Ettl selbst aktive Kampfsportler waren und innerhalb dieser Szene bekannt sind. Nach ihrer aktiven Karriere als Kämpfer waren sie hauptsächlich als Trainer in der eigenen Kampfsportschule tätig. Während ihrer Laufbahn veranstalteten sie auch immer wieder Turniere, bei denen sich Kampfsportler der gemischten Kampfkünste gegenüberstanden. Anfangs (von 1999 bis 2003) veranstalteten sie die „Grazer Fight Night“, die vor allem durch die Teilnahme von Ian Freeman bei der Fight Night 2001 und 2003 bekannt wurde. In dieser Zeit begann auch das mediale Interesse zu steigen und ein breites Publikum öffnete sich den Mixed-Martial-Arts-Veranstaltungen. Dabei berichteten nicht nur die Zeitungen, sondern auch das Fernsehen brachte einige Reportagen über die Veranstaltungen und selbst in Deutschland und in Tschechien wurde darüber geschrieben. Im Jahr 2000 brachte das österreichische staatliche Fernsehen ORF Berichte über die Ettl-Brüder und deren Events. Zahlreiche Prominente wie etwa Schauspieler Marc Keller, Sänger DJ Ötzi und Catchlegende Otto Wanz waren begeisterte Gäste auf den Events der Ettl-Brüder. Danach wurde es ruhig in der österreichischen MMA-Szene, die Ettl-Brüder zogen sich in den Jahren 2003 bis 2006 aus dem Kampfsport zurück, bis sie neu organisiert im Jahr 2007 unter dem Namen Ettl Bros. als neu gegründeter Veranstalter erneut tätig wurden.

### Mainstream-Aufstieg
Seit 2007 werden jährlich von Ettl Bros. zwei große Austragungen organisiert, dies ist zum einen die Newcomer-Challenge und zum anderen die Cage Fight Series (CFS). Bei der CFS handelt es sich um Profi-Kämpfe in den gemischten Kampfsportarten, hingegen werden bei der Newcomer-Challenge neue Talente gesucht. Mit dem Start der Cage Fight Series konnte auch der österreichische TV-Sender ATV als Partner gewonnen werden. Die dadurch entstandenen Reportagen brachten die Cage Fight Series einem breiten Publikum näher, die nichts mit Mixed Martial Arts anfangen konnten.

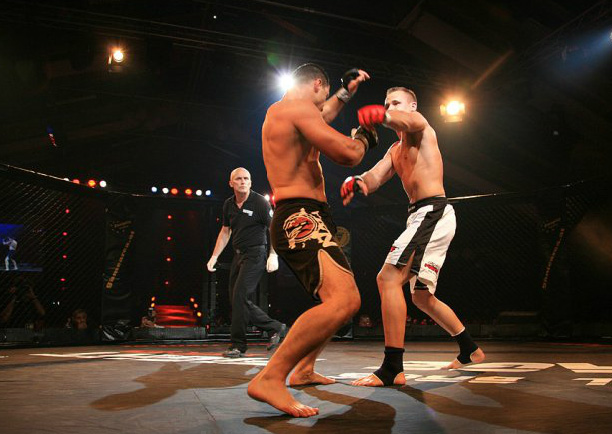
Kampf im Cage

## Veranstaltungen

### Cage Fight Series

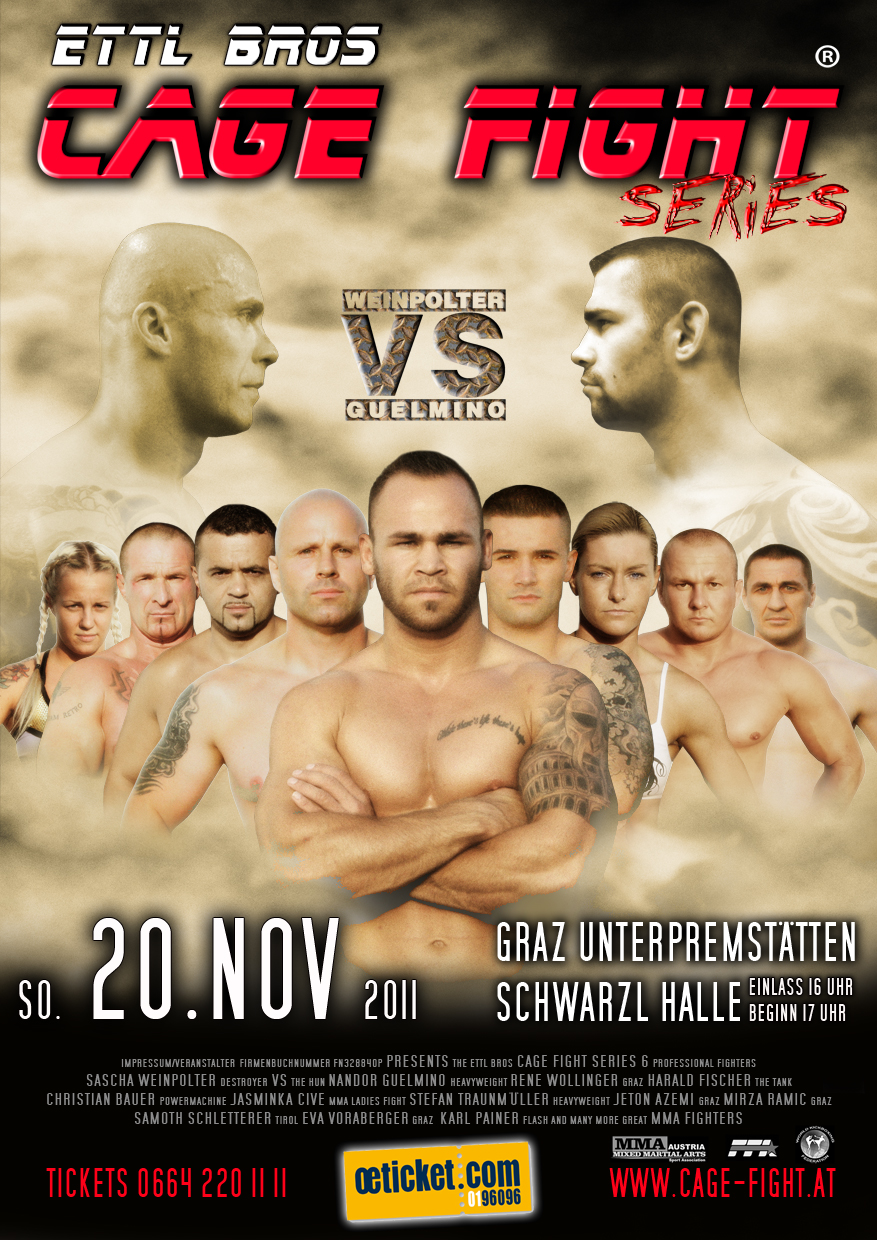
Plakat Cage Fight Series 6

Der sogenannte Cage Fight oder Mixed-Martial-Arts-Kampf wird auch als reinste und härteste Form des Kampfsports angesehen und zählt zu den brutalsten Sportarten der Welt. Diese Art des Kampfes gab es bereits im alten Griechenland im Pankration und war eine olympische Disziplin, die eine Mischung aus Boxen und Ringen war und weitgehend ohne Regeln auskam. Die weltweit bekannteste und erfolgreichste Veranstaltung ist die Ultimate Fighting Championship aus den USA. Am 21. April 2007 wurde die erste Cage Fight Series (CFS) unter dem Motto „Wer ist der härteste Kämpfer Österreichs“ von Ettl Bros. in der Eishalle in Graz in Österreich organisiert und ist mittlerweile in ganz Europa bekannt. Dabei treten Kampfsportler unterschiedlichster Stilrichtungen in einem Käfig gegeneinander an, wobei die Kämpfe genau definierten Regeln unterliegen und demnach auch sanktioniert werden. Das Reglement beinhaltet das MMA-Kampfgericht, internationale Kommandos, Abwaage der Kämpfer, die Kampfdauer im MMA-Kampf, die Kampfbekleidung, die Gewichtsklassen, erlaubte Techniken, verbotene Techniken, die Bewertung des Kampfes und Dopingbestimmungen. Im Jahr 2008 wurde bereits um 10.000 Euro Preisgeld gekämpft, womit es das höchstdotierte Mixed-Martial-Arts-Turnier Europas war, und zählt zu einer der größten Mixed-Martial-Arts-Veranstaltungen Europas. Die Popularität der Cage Fight Series stieg aufgrund des professionellen Marketings und zunehmender Medienpräsents; so wurde auch die Series 6 vom Kampfsportsender GnP TV kommentiert und übertragen. Die mediale Aufmerksamkeit spiegelt sich in unzähligen Zeitungsberichten, Magazinen, Übertragungen und unter anderem über Reportagen („Cage Fight in Österreich“) wider. Bekannte Kämpfer der Cage Fight Series sind: Bogdan Grad, Gerald Turek, Nandor Guelmino, Predrag Krsikapa, Sascha Weinpolter, Philipp Schranz, Rene Wollinger, Sanja Sucevic, Jasminka Cive und viele andere.

### Newcomer Challenge
Bei der jährlichen Newcomer Challenge werden junge Talente gesucht und forciert. Hierbei bekommen talentierte und erfolgshungrige neue Kämpfer, die noch unbekannt sind, eine Chance, ihr Können unter Beweis zu stellen und in den Käfig zu steigen. Sie wird nach dem gleichen Prinzip wie die CFS abgehalten und die Teilnehmer haben die Möglichkeit auf eine große MMA-Karriere bzw. dadurch einen Karriereschub zu bekommen.

### Regeln
Die Veranstaltungen werden nach dem Reglement der Mixed Martial Arts Sport Association Austria sanktioniert, die der österreichische Verband für gemischte Kampfsportarten ist.

### Käfig

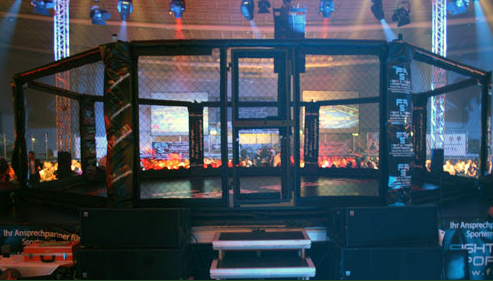
Käfig der Cage Fight Series/Newcomer Challenge

Als Kampfplatz dient ein handelsüblicher zugelassener Boxring mit vier Seilen nach olympischer AIBA-Norm, eine gesicherte Plattform bzw. ein geprüftes Oktagon. Er hat einen Durchmesser von 8 Metern und ist mit einem Maschendrahtzaun umgeben. Der Zutritt erfolgt über eine eingebaute Tür und der Untergrund besteht aus Sportmatten. Die achteckige Form, die gegen das Verstecken in einer Ecke gedacht ist, und die hohe Begrenzung machen das Fliehen unmöglich. Außerdem dient er der Sicherheit um ein Herausfallen der Kämpfer und damit bedingte Verletzungsgefahr zu verhindern. Ursprünglich hatte die UFC die alleinigen Rechte auf diese Austragungsart, jedoch wurden diese 2001 für andere Veranstalter freigegeben.

## Team Ettl Bros.
Ettl Bros. tritt nicht nur als Organisator dieser Veranstaltungen auf, sondern stellt auch ein eigenes Kampfteam mit dem Namen „Team Ettl Bros.“. Dies ist naheliegend, nachdem die Brüder Ettl selbst als Kämpfer aktiv waren, eine eigene Kampfschule führen und als Trainer tätig sind.
Die erfolgreichsten Kämpfer des Ettl-Bros.-Kampfteams sind:
- Bogdan Grad, UFC Kämpfer[26], 2-facher Österreichischer Staatsmeister im Kickboxen und MMA[27]
- Predrag Krsikapa, mehrfacher österreichischer Meister im MMA[28]
- Sascha Weinpolter, mehrfacher österreichischer Meister im MMA[29]
- René Wollinger, amtierender österreichischer Champion im Halbschwergewicht und Europameister der MAXFC im MMA[30]
- Jasminka Cive, österreichische Meisterin und Weltmeisterin der MAXFC im Frauen-MMA[31]
- Harald Fischer, mehrfacher österreichischer Meister im MMA[32]
- Stefan Traunmüller[33]